# 32 Batalion Ochrony Pogranicza
32 Samodzielny Batalion Ochrony Pogranicza – zlikwidowany samodzielny pododdział Wojsk Ochrony Pogranicza pełniący służbę na granicy polsko-niemieckiej.

## Formowanie i zmiany organizacyjne

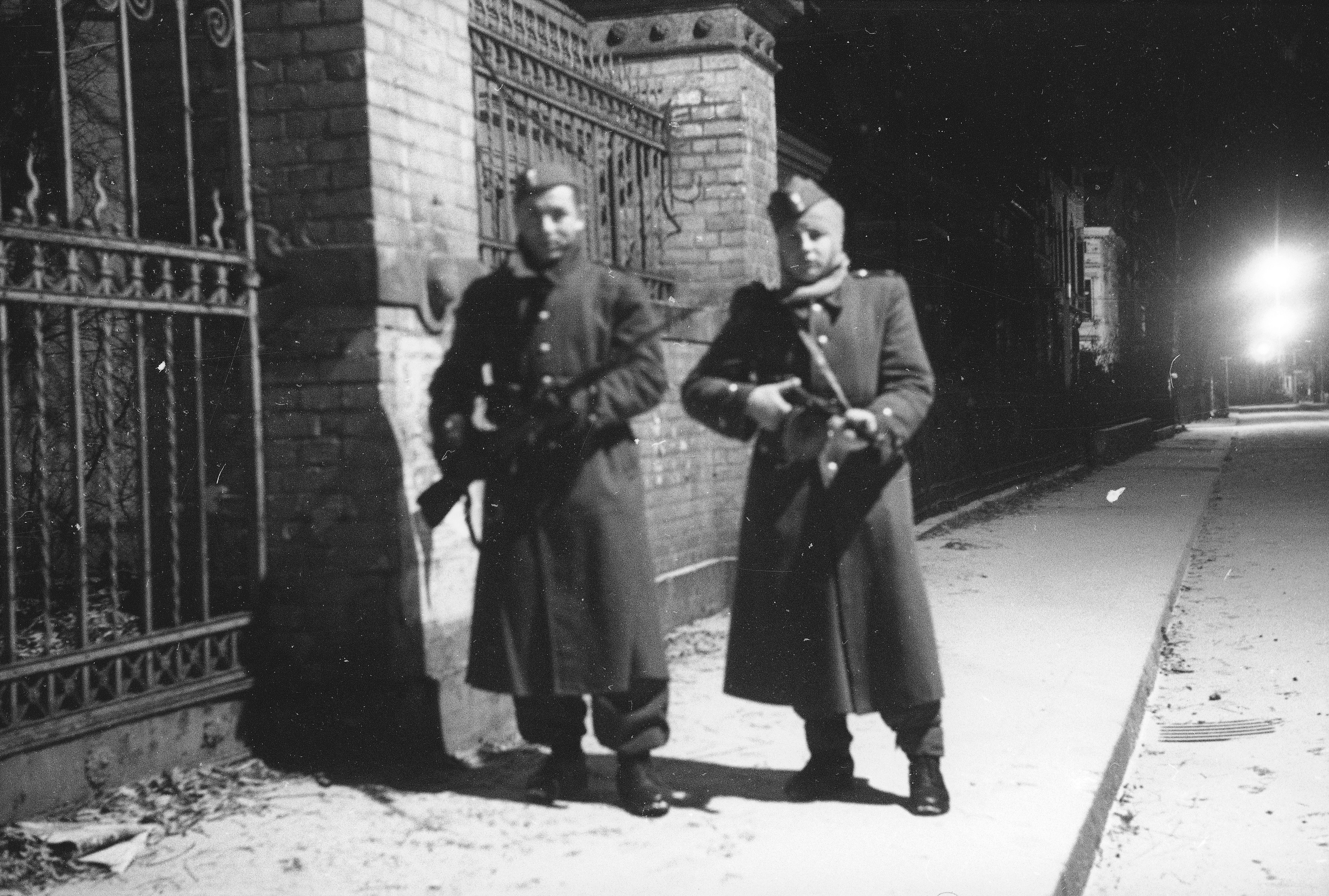
Żołnierze WOP w czasie pełnienia służby patrolowej na ulicach Gubina (1948-1949)

Na podstawie rozkazu MON nr 055/org. z 20 marca 1948, na bazie Poznańskiego Oddziału WOP nr 2 sformowano 10 Brygadę Ochrony Pogranicza, a 7 komendę odcinka Wojsk Ochrony Pogranicza przemianowano 1 września 1948 na 32 samodzielny batalion Ochrony Pogranicza w Gubinie JW 1742 (Zarządzenie SzSG Nr 0039/Org. z 11.08.1948).
Rozkazem Ministra Obrony Narodowej nr 205/Org. z 4 grudnia 1948, z dniem 1 stycznia 1949, Wojska Ochrony Pogranicza podporządkowano Ministerstwu Bezpieczeństwa Publicznego. Zaopatrzenie batalionu przejęła Komenda Wojewódzka Milicji Obywatelskiej.
1 stycznia 1951 32 samodzielny batalion OP przemianowany został na 92 batalion Wojsk Ochrony Pogranicza.

## Charakterystyka odcinka
Odcinek granicy ochranianej przez 32 batalion ochrony pogranicza posiadał długość 49,3 km. Na południe droga graniczna zaczynała się od zerwanego mostu na wysokości Mielna. Teren początkowo odkryty, dalej na północ przechodził w zakrzaczony. Za zakrętem rzeki teren porośnięty był gęstą trzciną i trawą na przestrzeni ok. 800 m. Na wysokości Strzegowa znajdowała się zaporowa wodna. Powyżej m. Późna, teren pokryty był zadrzewieniami. Do rozebranego mostu drewnianego przy drodze z Gubinka i dalej do Gubina teren odkryty. Do mostu kolejowego granica biegła przez środek miasta. Za mostem rozciągał się las mieszany na przestrzeni 800 m. Za lasem łąka i krzaki do drogi z Gubina do wsi Żytowań. Następnie łąki do wsi Budoradz. Dalej do wsi Kosarzyn teren drogi granicznej mocno porośnięty trawą, trzciną i krzakami. W okolicach gdzie Nysa wpada do Odry trzciny i mokradła.

## Struktura organizacyjna
Dyslokacja batalionu przedstawiała się następująco :
- dowództwo batalionu – Gubin
- 27 strażnica Strzegów (kategoria 2) – 14.900 m
- 28 strażnica Polanowice (kategoria 4) – 9.300 m
- 30 strażnica Sękowice (kategoria 4) – 4.600 m
- 31 strażnica Gubin południowy (kategoria 4) – 3.200 m
- 32 strażnica Gubin północny (kategoria 4) – 6.300 m
- 34 strażnica Żytowań (kategoria 4) – 10.000 m

W grudniu 1948 poszczególne strażnice batalionu ochraniały ww. odcinki granicy.

## Dowódcy batalionu
- mjr Stanisław Pachla
- mjr Stanisław Noga (1949)
- kpt. Bolesław Niećko (1.12.1949–31.01.1950)
- mjr Arkadiusz Rozenkier.